# Mary Ajami
Mary Ajami, född 1888, död 1965, var en syrisk feminist. Hon är känd för sitt engagemang i kampanjen för införandet av rösträtt för kvinnor och för att ha utgett den första feministiska tidskriften för kvinnor i Mellanöstern och Syrien (1910).  
Mary Ajami lämnade in en petition om kvinnlig rösträtt till Syrian Congress of 1920 under Faisal-regeringen, men denna petition sköts upp och glömdes sedan bort. Rösträttsfrågan stöddes av Naziks tidning Nur al-Faya och Mary Ajamis tidning al-Arus, men det fanns ingen organiserad rösträttsförening. De flesta ansåg att kvinnor bevarade sin dygd genom att stanna borta från politiken.